# Palia Kalan
Palia Kalan (o Palia) è una suddivisione dell'India, classificata come municipal board, di 35.000 abitanti, situata nel distretto di Lakhimpur Kheri, nello stato federato dell'Uttar Pradesh. In base al numero di abitanti la città rientra nella classe III (da 20.000 a 49.999 persone).

## Geografia fisica
La città è situata a 28° 26' 60 N e 80° 34' 60 E e ha un'altitudine di 159 m s.l.m..

## Società

### Evoluzione demografica
Al censimento del 2001 la popolazione di Palia Kalan assommava a 35.000 persone, delle quali 18.682 maschi e 16.318 femmine. I bambini di età inferiore o uguale ai sei anni assommavano a 5.627, dei quali 2.946 maschi e 2.681 femmine. Infine, coloro che erano in grado di saper almeno leggere e scrivere erano 18.767, dei quali 11.291 maschi e 7.476 femmine.